# Oliarus lilinoe
Oliarus lilinoe är en insektsart som beskrevs av George Willis Kirkaldy 1907. Oliarus lilinoe ingår i släktet Oliarus och familjen kilstritar. Inga underarter finns listade i Catalogue of Life.